# Hörselberg
Hörselberg este o comună din landul Turingia, Germania.